# Салтичійське степове помістя
Салтичійське степове помістя — ландшафтний заказник місцевого значення. Об'єкт розташований на території Чернігівського району Запорізької області, в межах села Салтичія, на лівому березі правої річки Салтич.
Площа — 12,77 га, статус отриманий 2001 року.